# صيدناني أصفر الوجنات
صيدناني أصفر الوجنات (الاسم العلمي: Tamias ochrogenys) (بالإنجليزية: Yellow-cheeked Chipmunk)‏ هو نوع من الحيوانات يتبع جنس الصيدناني من الفصيلة السنجابية.